# Pieter Weij
Pieter Weij (Velsen, 22 november 1903 – Bloemendaal, 2 februari 1943) was een Nederlandse verzetsstrijder tijdens de Tweede Wereldoorlog en een communist. Hij is geëxecuteerd als represaillemaatregel na de aanslag op Alois Bamberger.
De in Velsen geboren Pieter Weij werkte bij de Hoogovens, was een actief lid van de vakbond en werd in 1935 lid van de CPN. In 1939 werd hij als gemeenteraadslid van Velsen gekozen.
Tijdens de Tweede Wereldoorlog hielp hij mee aan de verspreiding van de illegale krant "De Waarheid", regelde hij onderduikadressen voor gevluchte Duitse communisten en Joden, verspreidde hij manifesten tegen de uitzending naar Duitsland en riep hij bij bouwprojecten van de Duitsers op tot verzet.
In de nacht van 21 op 22 januari 1943 werd hij door de politie van huis opgehaald. Na een verblijf in onder meer het hoofdkwartier van de SD in de Amsterdamse Euterpestraat en het Huis van Bewaring aan de Weteringschans te Amsterdam is hij op 2 februari 1943, tezamen met negen anderen, gefusilleerd als represaille voor de aanslag op Alois Bamberger.
Na de oorlog werd Pieter Weij postuum het Verzetsherdenkingskruis verleend. Zijn executie wordt vaak in verband gebracht met de Velser Affaire.